# Liste Swadesh de l'irlandais
Liste Swadesh de 207 mots en français et en irlandais.

## Présentation
Développée par le linguiste Morris Swadesh comme outil d'étude de l'évolution des langues, elle correspond à un vocabulaire de base censé se retrouver dans toutes les langues. Il en existe diverses versions, notamment :
- une version complète de 207 mots, dont certains ne se retrouvent pas dans tous les environnements (elle contient par exemple serpent et neige),
- une version réduite de 100 mots.

Il ne faut pas considérer cette liste de mots comme un lexique élémentaire permettant de communiquer avec les locuteurs de la langue considérée. Son seul but est de fournir une ouverture sur la langue, en en présentant des bases lexicales et si possible phonétiques.

## Liste
| No  | français                  | irlandais gaeilge                                     |
| 1   | je                        | mé                                                    |
| 2   | tu, vous (formel)         | tú                                                    |
| 3   | il                        | sé                                                    |
| 4   | nous                      | sinn, muid, muinn                                     |
| 5   | vous (pluriel)            | sibh                                                  |
| 6   | ils                       | siad                                                  |
| 7   | ceci, celui-ci            | seo, so                                               |
| 8   | cela, celui-là            | sin, san / siúd, súd                                  |
| 9   | ici                       | anseo, anso                                           |
| 10  | là                        | ansin, ansan/ ansiúd, ansúd                           |
| 11  | qui                       | cé (interrogatif)                                     |
| 12  | quoi                      | cad, céard, cad é (interrogatif)                      |
| 13  | où                        | cá, cá háit, cén áit (sans déplacement, interrogatif) |
| 14  | quand                     | cathain, cá huair, cén uair (interrogatif)            |
| 15  | comment                   | conas, cén chaoi, cad é mar (interrogatif)            |
| 16  | ne ... pas                | ní, cha(n)                                            |
| 17  | tout                      | uile, gach rud, gach ní, achan rud...                 |
| 18  | beaucoup                  | a lán, cuid mhór, mórán, léar mór...                  |
| 19  | quelques                  | roinnt, cupla                                         |
| 20  | peu                       | beagán                                                |
| 21  | autre                     | eile                                                  |
| 22  | un                        | a haon / aon... amháin                                |
| 23  | deux                      | a dó / dhá                                            |
| 24  | trois                     | a trí / trí                                           |
| 25  | quatre                    | a ceathair / ceithre                                  |
| 26  | cinq                      | a cúig / cúig                                         |
| 27  | grand                     | mór                                                   |
| 28  | long                      | fada                                                  |
| 29  | large                     | leathan                                               |
| 30  | épais                     | tiubh                                                 |
| 31  | lourd                     | trom                                                  |
| 32  | petit                     | beag                                                  |
| 33  | court                     | gearr, gairid                                         |
| 34  | étroit                    | cúng                                                  |
| 35  | mince                     | tana(í)                                               |
| 36  | femme                     | bean                                                  |
| 37  | homme (mâle adulte)       | fear                                                  |
| 38  | homme (être humain)       | duine                                                 |
| 39  | enfant                    | leanbh, páiste                                        |
| 40  | femme (épouse)            | bean chéile                                           |
| 41  | mari                      | fear céile                                            |
| 42  | mère                      | máthair                                               |
| 43  | père                      | athair                                                |
| 44  | animal                    | ainmhí, beithíoch                                     |
| 45  | poisson                   | iasc                                                  |
| 46  | oiseau                    | éan                                                   |
| 47  | chien                     | madra, madadh                                         |
| 48  | pou                       | míol cnis                                             |
| 49  | serpent                   | nathair                                               |
| 50  | ver                       | péist, cruimh                                         |
| 51  | arbre                     | crann                                                 |
| 52  | forêt                     | coill(idh)                                            |
| 53  | bâton                     | bata                                                  |
| 54  | fruit                     | toradh                                                |
| 55  | graine                    | síol, gráinne                                         |
| 56  | feuille (d'un végétal)    | duille(og)                                            |
| 57  | racine                    | fréamh                                                |
| 58  | écorce                    | coirt                                                 |
| 59  | fleur                     | bláth                                                 |
| 60  | herbe                     | féar                                                  |
| 61  | corde                     | téad                                                  |
| 62  | peau                      | craiceann                                             |
| 63  | viande                    | feoil                                                 |
| 64  | sang                      | fuil                                                  |
| 65  | os                        | cnámh                                                 |
| 66  | graisse                   | blonag                                                |
| 67  | œuf                       | ubh, uibh                                             |
| 68  | corne                     | adharc                                                |
| 69  | queue (d'un animal)       | eireaball, ruball                                     |
| 70  | plume (d'un oiseau)       | cleite                                                |
| 71  | cheveux                   | gruaig, folt                                          |
| 72  | tête                      | ceann                                                 |
| 73  | oreille                   | cluas                                                 |
| 74  | œil                       | súil                                                  |
| 75  | nez                       | srón, gaothsán                                        |
| 76  | bouche                    | béal                                                  |
| 77  | dent                      | fiacail                                               |
| 78  | langue (organe)           | teanga(idh)                                           |
| 79  | ongle                     | ionga                                                 |
| 80  | pied                      | cos, troigh                                           |
| 81  | jambe                     | cos                                                   |
| 82  | genou                     | glúin                                                 |
| 83  | main                      | lámh                                                  |
| 84  | aile                      | sciathán, lámh                                        |
| 85  | ventre                    | bolg                                                  |
| 86  | entrailles, intestins     | inní                                                  |
| 87  | cou                       | muineál                                               |
| 88  | dos                       | droim                                                 |
| 89  | poitrine                  | cíoch, brollach                                       |
| 90  | cœur (organe)             | croí                                                  |
| 91  | foie                      | ae                                                    |
| 92  | boire                     | ól                                                    |
| 93  | manger                    | ith                                                   |
| 94  | mordre                    | bain greim                                            |
| 95  | sucer                     | súigh                                                 |
| 96  | cracher                   | caith seile(og)                                       |
| 97  | vomir                     | aisigh, teilg                                         |
| 98  | souffler                  | séid                                                  |
| 99  | respirer                  | tarraing anáil, análaigh                              |
| 100 | rire                      | déan gáire                                            |
| 101 | voir                      | feic                                                  |
| 102 | entendre                  | cluin, clois                                          |
| 103 | savoir                    | tá a fhios ag                                         |
| 104 | penser                    | smaoinigh, smaoi(n)tigh, meabhraigh                   |
| 105 | sentir (odorat)           | bolaigh, moithigh                                     |
| 106 | craindre                  | eagla                                                 |
| 107 | dormir                    | codail, codlaigh                                      |
| 108 | vivre                     | mair, bí beo                                          |
| 109 | mourir                    | faigh bás, éag                                        |
| 110 | tuer                      | maraigh                                               |
| 111 | se battre                 | troid                                                 |
| 112 | chasser (le gibier)       | seilg                                                 |
| 113 | frapper                   | buail                                                 |
| 114 | couper                    | gearr                                                 |
| 115 | fendre                    | scoilt                                                |
| 116 | poignarder                | rop                                                   |
| 117 | gratter                   | tochais                                               |
| 118 | creuser                   | tochail                                               |
| 119 | nager                     | snámh                                                 |
| 120 | voler (dans l'air)        | eitil                                                 |
| 121 | marcher                   | siúil                                                 |
| 122 | venir                     | tar                                                   |
| 123 | s'étendre, être étendu    | luigh / bí in do luí (état)                           |
| 124 | s'asseoir, être assis     | suigh / bí in do shuí (état)                          |
| 125 | se lever, se tenir debout | seas / bí in do sheasamh(état)                        |
| 126 | tourner (intransitif)     | cas, tiontaigh                                        |
| 127 | tomber                    | tit                                                   |
| 128 | donner                    | tabhair                                               |
| 129 | tenir                     | coinnigh                                              |
| 130 | serrer, presser           | fáisc                                                 |
| 131 | frotter                   | cuimil                                                |
| 132 | laver                     | nigh                                                  |
| 133 | essuyer                   | cuimil                                                |
| 134 | tirer                     | tarraing                                              |
| 135 | pousser                   | brúigh                                                |
| 136 | jeter, lancer             | caith                                                 |
| 137 | lier                      | ceangail                                              |
| 138 | coudre                    | fuaigh                                                |
| 139 | compter                   | áirigh                                                |
| 140 | dire                      | abair                                                 |
| 141 | chanter                   | can, ceol                                             |
| 142 | jouer (s'amuser)          | imir, bí ag súgradh                                   |
| 143 | flotter                   | snámh                                                 |
| 144 | couler (liquide)          | sruthaigh, rith                                       |
| 145 | geler                     | reoigh                                                |
| 146 | gonfler (intransitif)     | at                                                    |
| 147 | soleil                    | grian                                                 |
| 148 | lune                      | gealach                                               |
| 149 | étoile                    | réalt(a)                                              |
| 150 | eau                       | uisce                                                 |
| 151 | pluie                     | báisteach, fearthainn                                 |
| 152 | rivière                   | abhainn                                               |
| 153 | lac                       | loch                                                  |
| 154 | mer                       | muir, farraige                                        |
| 155 | sel                       | salann                                                |
| 156 | pierre                    | cloch                                                 |
| 157 | sable                     | gaineamh                                              |
| 158 | poussière                 | deannach                                              |
| 159 | terre (sol)               | cré, talamh                                           |
| 160 | nuage                     | scamall, néal                                         |
| 161 | brouillard                | ceo                                                   |
| 162 | ciel                      | spéir                                                 |
| 163 | vent                      | gaoth                                                 |
| 164 | neige                     | sneachta                                              |
| 165 | glace                     | oighear                                               |
| 166 | fumée                     | deatach, toit                                         |
| 167 | feu                       | tine, t(e)inidh                                       |
| 168 | cendre                    | luaith                                                |
| 169 | brûler (intransitif)      | dóigh                                                 |
| 170 | route                     | bóthar, bealach, slí                                  |
| 171 | montagne                  | sliabh                                                |
| 172 | rouge                     | rua, dearg                                            |
| 173 | vert                      | glas, uaine                                           |
| 174 | jaune                     | buí                                                   |
| 175 | blanc                     | bán                                                   |
| 176 | noir                      | dubh                                                  |
| 177 | nuit                      | oíche                                                 |
| 178 | jour                      | lá                                                    |
| 179 | an, année                 | bliain                                                |
| 180 | chaud (température)       | te                                                    |
| 181 | froid (température)       | fuar                                                  |
| 182 | plein                     | lán                                                   |
| 183 | nouveau                   | nua, úr                                               |
| 184 | vieux                     | sean                                                  |
| 185 | bon                       | maith                                                 |
| 186 | mauvais                   | olc, dona, droch-                                     |
| 187 | pourri                    | lofa                                                  |
| 188 | sale                      | salach                                                |
| 189 | droit (rectiligne)        | díreach                                               |
| 190 | rond                      | cruinn                                                |
| 191 | tranchant                 | géar                                                  |
| 192 | émoussé                   | maol                                                  |
| 193 | lisse                     | mín                                                   |
| 194 | mouillé, humide           | fliuch                                                |
| 195 | sec                       | tirim                                                 |
| 196 | juste, correct            | ceart, cruinn, beacht                                 |
| 197 | près                      | gar, dlúth, cóngarach, deas                           |
| 198 | loin                      | i bhfad                                               |
| 199 | droite                    | deis                                                  |
| 200 | gauche                    | clé                                                   |
| 201 | à                         | ag, chuig, chun, go...                                |
| 202 | dans                      | i                                                     |
| 203 | avec (ensemble)           | le                                                    |
| 204 | et                        | agus, is                                              |
| 205 | si (condition)            | má, dá                                                |
| 206 | parce que                 | mar (go), as siocair go, toisc go...                  |
| 207 | nom                       | ainm                                                  |